# Karin Stilke

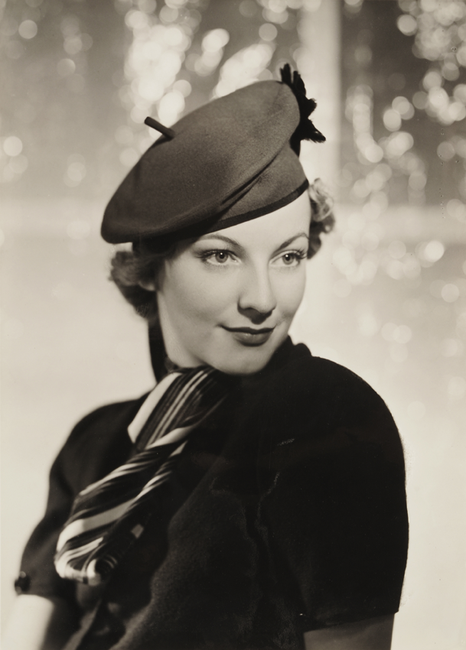
Modeaufnahme mit Karin Stilke der Fotografin Yva, um 1938

Karin Stilke (geborene Lahl; * 1. März 1914 in Bremen; † 2. Mai 2013) war in den 1930er- und 1940er-Jahren eines der bekanntesten Fotomodelle in Deutschland.

## Werdegang
Nach dem Schulabschluss ging sie von Bremen nach Berlin und absolvierte eine Ausbildung zur Englisch-Dolmetscherin. Über ihre Tante, bei der sie lebte, lernte sie den Schriftsteller Karl Gustav Vollmoeller kennen, durch den sie in Kontakt zu bekannten Künstlern und Intellektuellen wie Erich Kästner, Erich Maria Remarque, Josef von Sternberg, Marlene Dietrich oder Curd Jürgens kam.
Im Frühjahr 1936 wurde sie von der Fotografin Yva auf dem Kurfürstendamm angesprochen und zu Modeaufnahmen eingeladen. Fortan stand sie mehr als zwei Jahrzehnte lang, bis 1957, für bedeutende Modefotografen vor der Kamera, unter anderem bei Martin Munkácsi in New York. 1941 heiratete sie den Unternehmer Georg Stilke, Erbe der Bahnhofsbuchhandlungen Stilke.
2007 wurde im Museum für Kunst und Gewerbe Hamburg die Ausstellung Karin Stilke: Ich bin ein Sonntagskind gezeigt.
Karin Stilke lebte zuletzt in Hamburg-Rotherbaum im Stadtviertel Pöseldorf. Sie wurde auf dem Friedhof Groß Flottbek im Hamburger Stadtteil Bahrenfeld beigesetzt, Grablage: GW-12.